# Burg Hirschfelden
Als Burg Hirschfelden wird eine abgegangene, unauffindbare mittelalterliche Befestigungsanlage auf der Gemarkung der Gemeinde Michelbach an der Bilz im baden-württembergischen Landkreis Schwäbisch Hall bezeichnet. Von der Burg haben sich nur spärliche archivalische Belege erhalten.

## Lage und Geschichte
Die Burgstelle befand sich etwa einen Kilometer westlich der Ortsmitte von Hirschfelden am rechten Hochufer des Kocher. Der Flurname lautet Burghalde, zur Zeit der Württembergischen Landesvermessung auch Burkhalde.
Nach Haller Chroniken soll im Gewann Burghalde das verfallene (oder zerstörte) Schlösschen eines erloschenen Adelsgeschlechts gestanden sein. Über die Familie ist nicht viel bekannt; es soll ein Einhorn im Wappen geführt haben.